# BSS (группа)
BSS (кор. 부석순, также известное как BooSeokSoon или Seventeen BSS) — первая подгруппа южнокорейского бой-бэнда Seventeen. Образованная в 2018 году, группа состоит из DK, Хоси и Сынквана.

## Название
BSS - это аббревиатура, которая расшифровывается как BooSeokSoon, составленная из слогов имен каждого из участников группы: «Boo» от Пу Сынквана, «Seok» от Ли Сокмина (DK) и «Soon» от Квон Сунёна (Хоси). Название было придумано фанатами во время обучения участников, до их официального дебюта в качестве Seventeen.

## Карьера

### 2018: Формирование и дебют
2 февраля 2018 года участники Seventeen DK, Хоси и Сынкван исполнили неизданную песню «Just Do It» на встрече с фанатами в качестве специальной одноразовой сценки. Восторженная реакция фанатов после выступления привела к созданию первого подразделения Seventeen — BSS. Группа дебютировала 21 марта 2018 года, официально выпустив «Just Do It» в качестве цифрового сингла.

### 2023—н.в: Возвращение после перерыва иSecond Wind

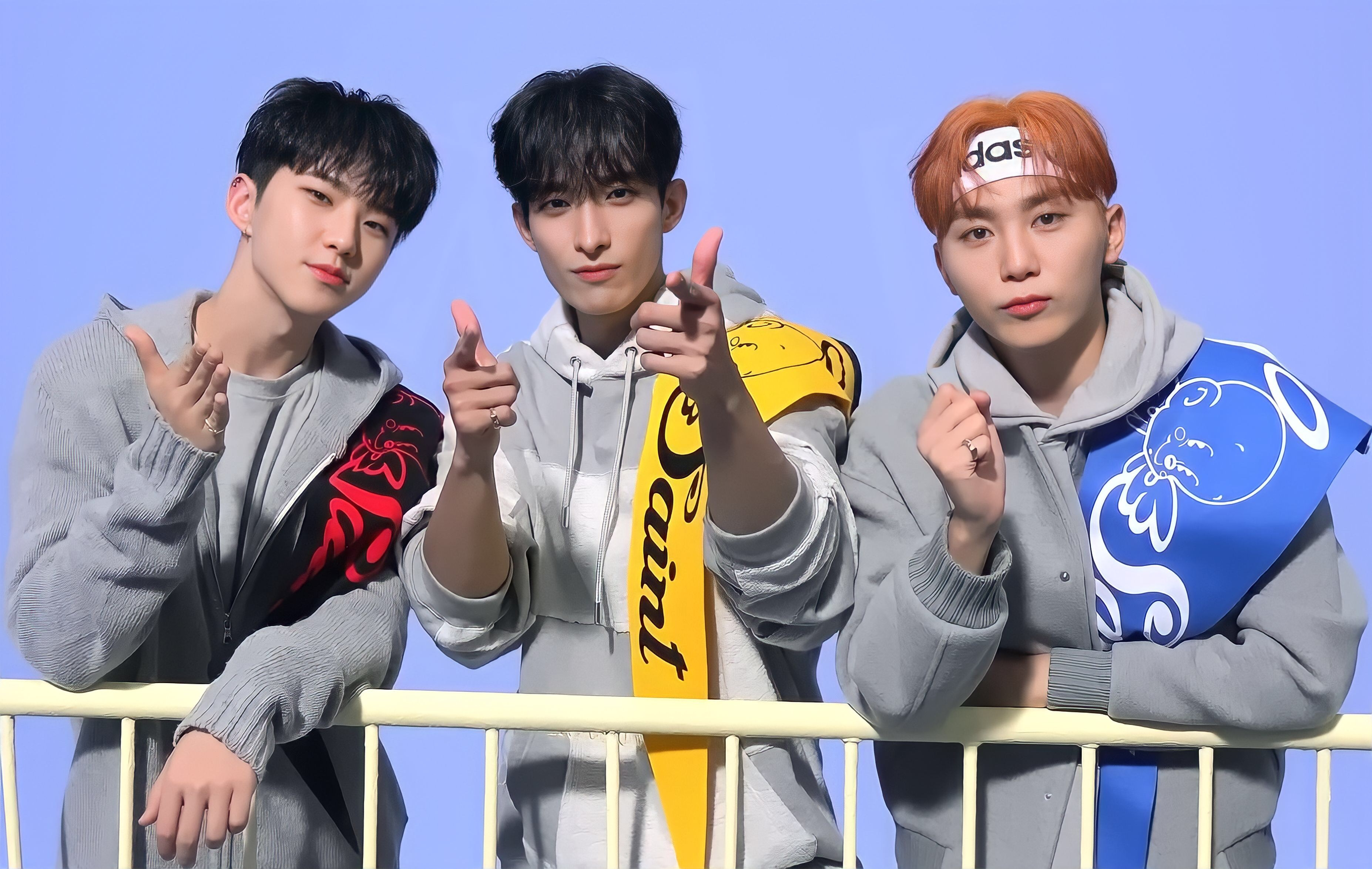
BSS в 2023 году

Спустя почти пять лет после своего дебюта, BSS объявили, что выпустят новый альбом 7 января 2023 года. 6 февраля 2023 года группа выпустила свой первый сингл-альбом Second Wind, а также музыкальное видео на ведущий сингл из альбома «Fighting» с участием Ли Ён Джи. В альбом вошли еще два трека, «Lunch» и «7PM», последний из которых был записан при участии норвежского исполнителя Педера Элиаса. В первый день своего релиза Second Wind разошелся тиражом более 478.000 копий, побив рекорд продаж за первую неделю для альбома, выпущенного подразделением K-pop группы. К концу первой недели, Всего было продано рекордных 610.189 копий альбома.
15 февраля 2023 года BSS одержали свою первую победу в музыкальном шоу на канале MBC M Show Champion с песней «Fighting», за которой последовали победы на M Countdown, Music Bank, Show! Music Core и Inkigayo. После успеха своих выступлений, BSS выиграли в номинации «Лучшее выступление года» на Asia Artist Awards 2023, заработав свой первый Дэсан (главный приз).
10 марта 2024 года BSS выпустили сингл «The Reasons of My Smiles», который стал частью оригинального саундтрека к сериалу «Королева слёз». 27 декабря было объявлено, что BSS выпустят свой второй сингл-альбом Teleparty. Он был выпущен вместе с заглавным синглом «CBZ (Prime Time)» 8 января 2025 года.

## Другая деятельность

### Партнерство и послы брендов
13 февраля 2022 года BSS были выбраны в качестве посла бренда Bring Green по уходу за кожей. В марте 2024 года BSS были назначены экспертами Oppo Reno, выступив лицом кампании Oppo по запуску смартфона Oppo Reno11 F 5G на рынок Азиатско-Тихоокеанского региона.
24 июня южнокорейский пивной бренд Cass, официальный партнер Олимпийских игр 2024 года в Париже, объявил BSS в качестве модели своей летней цифровой кампании Cheers Sound; в сотрудничестве с BSS Cass планирует внедрить видеосервис с поддержкой искусственного интеллекта для показа «искренних видеороликов поддержки», подходящих для друзей, семьи, и спортсменов сборной Южной Кореи, в том числе. Песня BSS «Fighting» также была выбрана в качестве официальной песни поддержки южнокорейской команды на Олимпийских играх в Париже.

## Участники
- DK – лидер[25]
- Хоси
- Сынкван

## Дискография

### Сингл-альбомы
| Название                                                                                | Детали                                                                                    | Наивысшая позиция | Наивысшая позиция | Наивысшая позиция | Наивысшая позиция | Наивысшая позиция | Наивысшая позиция | Наивысшая позиция | Продажи                           | Сертификация       |
| Название                                                                                | Детали                                                                                    | KOR               | BEL (FL)          | BEL (WAL)         | GER               | JPN               | PRT               | SUI               | Продажи                           | Сертификация       |
| --------------------------------------------------------------------------------------- | ----------------------------------------------------------------------------------------- | ----------------- | ----------------- | ----------------- | ----------------- | ----------------- | ----------------- | ----------------- | --------------------------------- | ------------------ |
| Second Wind                                                                             | - Выпущен: 6 февраля 2023 года - Лейбл: Pledis - Форматы: CD, digital download, streaming | 1                 | 180               | 76                | 76                | 3                 | 7                 | 88                | - Корея: 756,410 - Япония: 54,848 | - KMCA: 2× Платина |
| Teleparty                                                                               | - Выпущен: 8 января 2025 года - Лейбл: Pledis - Форматы: CD, digital download, streaming  | 1                 | —                 | —                 | —                 | 2                 | —                 | —                 | - Корея: 650,000 - Япония: 63,045 |                    |
| «—» обозначает релизы, которые не попали в чарты или не были выпущены в данном регионе. |                                                                                           |                   |                   |                   |                   |                   |                   |                   |                                   |                    |

### Синглы
| Название                           | Год  | Наивысшая позиция | Наивысшая позиция | Наивысшая позиция | Наивысшая позиция | Наивысшая позиция | Сертификация          | Альбом            |
| Название                           | Год  | KOR               | KOR Songs         | JPN Hot           | NZ Hot            | US World          | Сертификация          | Альбом            |
| ---------------------------------- | ---- | ----------------- | ----------------- | ----------------- | ----------------- | ----------------- | --------------------- | ----------------- |
| «Just Do It» (거침없이)            | 2018 | 167               | —                 | —                 | —                 | —                 |                       | Неальбомный сингл |
| «Fighting» (совместно с Ли Ён Джи) | 2023 | 5                 | 5                 | 1                 | —                 | 8                 | - RIAJ: Золото (стр.) | Second Wind       |
| «CBZ (Prime Time)»                 | 2025 | 22                | —                 | 5                 | 40                | 10                |                       | Teleparty         |

### Саундтреки
| Название                                    | Год  | Наивысшая позиция | Альбом            |
| Название                                    | Год  | KOR               | Альбом            |
| ------------------------------------------- | ---- | ----------------- | ----------------- |
| «The Reasons of My Smiles» (자꾸만 웃게 돼) | 2024 | 93                | Королева слёз OST |

### Другие песни, попавшие в чарты
| Название                                         | Год  | Наивысшая позиция | Альбом      |
| Название                                         | Год  | KOR               | Альбом      |
| ------------------------------------------------ | ---- | ----------------- | ----------- |
| «Lunch»                                          | 2023 | 65                | Second Wind |
| «7PM» (7시에 들어줘) (совместно с Педер Элиасом) | 2023 | 49                | Second Wind |
| «Happy Alone»                                    | 2025 | 121               | Teleparty   |
| «Love Song» (사랑 노래)                          | 2025 | 127               | Teleparty   |

## Награды и номинации
| Награда | Год  | Категория                           | Работа                                          | Результат |
| --- | ---- | ----------------------------------- | ----------------------------------------------- | --------- |
| Asia Artist Awards | 2023 | Выступление года (Дэсан)            | Выступление года (Дэсан)                        | Победа    |
| Asian Pop Music Awards | 2023 | 20 лучших песен года — зарубежное   | «Fighting» (BSS совместно с Ли Ён Джи)          | Победа    |
| Asian Pop Music Awards | 2023 | Лучшая коллаборация                 | «Fighting» (BSS совместно с Ли Ён Джи)          | Победа    |
| Asian Pop Music Awards | 2023 | Выбор народа — зарубежное           | Выбор народа — зарубежное                       | 3-е место |
| Brand of the Year Awards | 2023 | Лучшая подгруппа                    | Лучшая подгруппа                                | Победа    |
| Golden Disc Awards | 2024 | Digital Daesang (Песня года)        | «Fighting» (BSS совместно с Ли Ён Джи)          | Номинация |
| Golden Disc Awards | 2024 | Digital Bonsang                     | «Fighting» (BSS совместно с Ли Ён Джи)          | Победа    |
| MAMA Awards | 2018 | Песня года                          | «Just Do It»                                    | Номинация |
| MAMA Awards | 2018 | Лучшая подгруппа                    | Лучшая подгруппа                                | Номинация |
| MAMA Awards | 2023 | Песня года                          | «Fighting» (BSS совместно с Ли Ён Джи)          | Номинация |
| MAMA Awards | 2023 | Лучшая коллаборация                 | «Fighting» (BSS совместно с Ли Ён Джи)          | Номинация |
| Melon Music Awards | 2023 | ТОП 10 артистов                     | ТОП 10 артистов                                 | Победа    |
| Melon Music Awards | 2023 | Лучшая мужская группа               | Лучшая мужская группа                           | Номинация |
| Melon Music Awards | 2023 | Песня года                          | «Fighting» (BSS совместно с Ли Ён Джи)          | Номинация |
| Seoul Music Awards | 2024 | Бонсан                              | Бонсан                                          | Номинация |
| Seoul Music Awards | 2024 | Награда за популярность             | Награда за популярность                         | Номинация |
| Seoul Music Awards | 2024 | Hallyu Special Award                | Hallyu Special Award                            | Номинация |
| Seoul International Drama Awrds | 2024 | Лучший саундтрек к корейской дораме | «The Reasons For My Smiles» (OST Королева слёз) | Победа    |
| Примечание: В случае, когда графы «Категория» и «Работа» объединены, означает, что награда вручается не посредственно самому музыкальному коллективу |      |                                     |                                                 |           |